# 정호철
정호철(鄭湖澈, 1987년 8월 24일 ~ )은 대한민국의 희극 배우이다.

## 출연작

### 방송
- 웃찾사 (SBS)
  - 해석남녀 (2015.07.12 ~ 2015.08.23)
  - 너무 큰大 (2015.10.04 ~ 2016.03.04)
  - 거기서 거기 (2016.01.03 ~ 2016.02.19 )
  - 형은 내 운명 (2016.01.24 ~ 2016.05.13)
  - 첫사랑 고객님 (2016.07.22 ~ 2016.10.12)
  - 쫑구는 에이스 (2016.10.05 ~ 2017.01.04)
  - 환상속의 그녀 (2016.08.24 ~ 2017.01.04)
  - 너의 이름은 (2017.03.22 ~ 2017.5.31)
- 코미디빅리그(tvN)
  - 면접 (2018.07.15 ~ 2018.08.12)
  - 링딩다리동동 (2019.04.07 ~ 2019.04.14)
  - 2019 쿵푸허술 (2019.04.07 ~ 2019.06.23)
  - 수상한 택시 (2019.07.06 ~ 2019.12.22 )
  - 타짜:깡패PD 곽철용 (2019.11.17 ~ 2020.3.22 )
  - 확인 또 확인 (2019.10.6 ~ 2019.11.10)
  - 컴백홈 (2021.01.03 ~)